# 외자낭균목
외자낭균목(Taphrinales)은 외자낭균아문에 속하는 자낭균류 목의 하나이다. 외자낭균강(Taphrinomycetes)의 유일목으로 2과 8속 140종을 포함하고 있다.

## 하위 과 및 일부 종
- 프로토미케스과 (Protomycetaceae)
  - 프로토미케스속 (Protomyces)
    - Protomyces gravidus
    - Protomyces inouyei
    - Protomyces inundatus
    - Protomyces lactucae
    - Protomyces lactucaedebilis
    - Protomyces macrosporus
    - Protomyces pachydermus
- 타프리나과 (Taphrinaceae)
  - 타프리나속 (Taphrina)
    - 벗나무빗자루병균 (Taphrina cerasi)
    - 복숭아나무잎오갈병균 (Taphrina deformans)
    - 오얏나무보자기열매병균 (Taphrina pruni)